# Trichactia nubilinervis
Trichactia nubilinervis är en tvåvingeart som först beskrevs av Becker 1908.  Trichactia nubilinervis ingår i släktet Trichactia och familjen parasitflugor.
Artens utbredningsområde är Kanarieöarna. Inga underarter finns listade i Catalogue of Life.